# Bertrand Meyer-Stabley
 (mars 2016).
Si vous disposez d'ouvrages ou d'articles de référence ou si vous connaissez des sites web de qualité traitant du thème abordé ici, merci de compléter l'article en donnant les références utiles à sa vérifiabilité et en les liant à la section « Notes et références ».
Bertrand Meyer-Stabley, né le 21 août 1955, est un journaliste, éditeur et écrivain français.

## Biographie
D'origine irlandaise par sa mère, il est issu d'une vieille lignée du Royaume-Uni. Son grand-oncle John fut longtemps le consul de Grande-Bretagne à Dieppe. Le manoir de famille, Cabinteely House, près de Dublin, a été racheté par l'État irlandais en 1945 et, ouvert au public depuis.
Il fut correspondant de presse à Londres et a été notamment l'organisateur de l'exposition sur Jean Cocteau à la National Book League de Londres, inaugurée par la princesse Margaret, et à la National Library of Scotland en 1977. Il a été le commissaire de l'exposition sur le duc et la duchesse de Windsor au château de Candé en 2007 (catalogue préfacé par Elizabeth Taylor). Il a également organisé l'exposition American Painters in Paris, au musée de Picardie à Amiens (1976), avec l'aide de Calder et Man Ray et l'exposition sur Audrey Hepburn à Monte-Carlo (1999).
Il a co-signé avec Frédéric Mitterrand les textes du catalogue de l'exposition Les années Grace Kelly, princesse de Monaco au Grimaldi Forum à Monaco. Très lié à Edouard Dermit, il a été l'éditeur de deux textes de Jean Cocteau, dont Mes monstres sacrés publié aux éditions Encre en 1979 et a produit le disque Cocteau mélodies (BNL) avec l'orchestre philharmonique de Nice sous la direction de Claire Gibault.
Ami d'enfance de Marika Rivera, il a publié chez Encre en 1979 les Mémoires d'une nomade de Marevna, qui précéda Frida Kahlo dans la vie de Diego Rivera.Ainsi que des textes de Geneviève Laporte, muse de Picasso.
Il a été attaché de presse à l'Opéra de Nice de 1988 à 1991 et critique musical pour les revues Compact et Masques. Il a aussi rédigé les mémoires du flûtiste Jean-Pierre Rampal. Sur la Côte d'Azur, il était le voisin d'Ultra Violet, l'égérie d'Andy Warhol. Il lui a rendu hommage dans son livre 12 muses qui ont changé l'histoire.
Il a également collaboré au premier livre de la princesse Marie-Christine de Kent, paru en France chez Perrin, dont il a été également l'attaché de presse. Il a  été l'attaché de presse des 15 ans de la Fondation Claude Pompidou. Il a été assistant de Léon Zitrone pour son ultime émission sur Antenne 2, Palais royal.
Il a assuré les relations presse de personnalités comme le peintre Raymond Moretti ou les écrivains Michel Butor et Roger Ikor. Il a été directeur de collection aux éditions Entente, Encre et Olivier Orban. Il a aidé Denis Westhoff, le fils de Françoise Sagan, à retrouver des textes rares ou oubliés de sa mère, notamment les nouvelles inédites de Sagan réunies dans le volume Un matin pour la  vie, parues chez Stock en 2012. Cette quête lui a ainsi permis d'écrire sa propre biographie de Françoise Sagan en 2014 et de rétablir de nombreux faits erronés sur la vie de la romancière.
Longtemps journaliste à Elle, il a publié à ce jour cinquante biographies et albums chez Hachette, Payot, Perrin, Plon, Entente, Bartillat, City et Pygmalion. Il est notamment l'auteur d'une biographie de Marie Laurencin, riche de nombreuses révélations inédites et de la première biographie consacrée à Oona Chaplin, rédigée avec l'aide de la famille Chaplin. Il a obtenu le prix des Trois Couronnes en 1992 pour son ouvrage sur le roi Juan Carlos d'Espagne (Hachette). La plupart de ses livres ont été traduits dans plusieurs langues, notamment La vie quotidienne à Buckingham Palace, paru chez Hachette, qui a connu douze traductions.
Il  a publié au printemps 2022 une biographie de lady Churchill, avec l'autorisation de la reine Elizabeth II d'y faire figurer des lettres inédites entre lady Churchill et la reine mère.
Il publie au printemps 2023 une biographie, Charles III, le mal-aimé, chez City, et une nouvelle version de Edwina Mountbatten, vice-reine des Indes (en poche dans la collection Omnia chez Bartillat). Il est également l'agent de quelques auteurs et le directeur artistique de plusieurs livres à succès.
Il vit dans un village médiéval catalan, à deux pas de l'abbaye de Saint-Michel de Cuxa.

## Ouvrages

### Albums
- Nadar, Encre
- Les Chirac, une famille française, Editions de l'Archipel
- Marilyn Monroe : de l'autre côté du miroir, Timée éditions

### Biographies
- Grace, Perrin
- Buckingham Story, Perrin
- Les Dames de l’Élysée, Perrin
- Les Monaco, Plon
- La Vie quotidienne à Buckingham Palace, Hachette
- Charles, portrait d'un prince, Hachette
- Juan Carlos, roi d'Espagne, Hachette
- La Princesse Margaret, Perrin
- Caroline de Monaco, Perrin
- Edwina Mountbatten, Bartillat
- Bernadette Chirac, Perrin
- La véritable Jackie Kennedy, Pygmalion
- La véritable Grace de Monaco, Pygmalion
- La véritable Audrey Hepburn, Pygmalion
- La véritable Margaret d'Angleterre, Pygmalion
- La véritable Mélina Mercouri, Pygmalion
- La véritable duchesse de Windsor, Pygmalion
- La véritable Ingrid Bergman, Pygmalion
- La véritable princesse Soraya, Pygmalion
- Noureev, Payot
- La véritable Sophia Loren, Pygmalion
- La véritable Marilyn Monroe, Pygmalion
- La véritable Elizabeth Taylor, Pygmalion
- Juan Carlos et Sophie, Payot
- La véritable Greta Garbo, Pygmalion
- James Dean, Payot
- John John, le roman de JFK Jr, Pygmalion
- La véritable Gala Dali, Pygmalion
- Sir Elton John, Payot
- La véritable Diana, Pygmalion
- La véritable Maria Callas, Pygmalion
- Première Dame, Bartillat
- L'impératrice indomptée, Pygmalion
- La véritable Ava Gardner, Pygmalion
- Cocteau-Marais : les amants terribles, Pygmalion
- La comtesse Tolstoï, Payot
- Oona Chaplin, Pygmalion
- Marie Laurencin, Pygmalion
- Majesté, Pygmalion
- 12 couturières qui ont changé l'histoire, Pygmalion
- 12 couturiers qui ont changé l'histoire, Pygmalion

- Françoise Sagan, le tourbillon d'une vie, Pygmalion, 2014

- 12 muses qui ont changé l'histoire, Pygmalion
- Foudroyées par le destin, Sissi, Grace, Diana, Pygmalion
- Kate Middleton : La vie de Catherine, duchesse de Cambridge, La Boîte à Pandore
- Parfums de légende, (co-écrit avec Anne Davis), Bartillat
- Christian Dior sous toutes les coutures, City
- Chanel, une allure éternelle (co-écrit avec Lynda Maache), Bartillat
- Yves Saint Laurent, le soleil et les ombres, Bartillat
- Lady Clémentine Churchill, Bartillat